# Potez 40
Potez 40 (русск. Потез 40) — пассажирский самолёт французской компании Potez.

## История
Самолёт совершил свой первый полёт в декабре 1930. Он мог перевозить до 7 человек. Заказов на самолёт не поступило, и он так и остался в единственном экземпляре.

## Лётные данные
| Размах крыла, м             | 18,5  |
| Длина, м                    | 14,4  |
| Масса пустого, кг           | 2852  |
| Максимальная взлётная, кг   | 4270  |
| Мощность двигателей, л.с.   | 3×230 |
| Крейсерская скорость, км/ч  | 213   |
| Максимальная скорость, км/ч | 172   |
| Дальность, км               | 800   |
| Потолок, м                  | 5800  |
| Экипаж                      | 1     |
| Пассажиры                   | 7     |